# Houdini (álbum)
Houdini es un álbum de estudio de la banda estadounidense Melvins, lanzado en 1993 por Atlantic Records. Fue el álbum debut de la banda para la importante discográfica, después de lanzar sus trabajos anteriores con el sello independiente Boner Records.
El álbum incluye un cover de Kiss llamado "Goin' Blind" de 1974. Las canciones "Honey Bucket" y "Hooch" fueron lanzadas como sencillo y con sus respectivos videos musicales, "Night Goat" es una regrabación de una canción que la banda había lanzado como sencillo en 1992, Kurt Cobain figura como coproductor en seis pistas junto a los Melvins, también se lleva los créditos por tocar la guitarra en "Sky Pup" y la percusión en "Spread Eagle Beagle".
El disco fue tocado en vivo y publicado en el álbum A Live History of Gluttony and Lust en 2006.
A pesar de los créditos del álbum Lorax parece no haber tocado en el álbum en absoluto. Osborne dijo que: "Este álbum es más que nada Dale Crover y yo, o tocaba el bajo yo o lo hacía el, fue así en casi todo el disco, sin importar lo que dicen los créditos ...".

En declaraciones a ! Kerrang en 2008, King Buzzo recordó:

Houdini fue el primer álbum que hicimos por Atlantic Records y, desde luego, nuestro disco con mayores ventas, aunque no tanto para que yo pudiera dar un depósito para un nuevo Rolls o algo! Llegó en la oleada de Nirvana y estoy seguro de que, si no fuera por eso, no habríamos atraído el interés de algo importante en absoluto. Queríamos hacer un disco que no alienara a nuestros fans, pero queríamos hacer uno que nos gustara. También sabíamos que no desempolvaríamos un álbum de platino a corto plazo, ¿sabes? Hicimos un montón de sesiones con Kurt Cobain [produciendo], pero llegó el punto en el que estaba tan fuera de control que, básicamente, lo despedimos y nos fuimos por caminos separados, lo cual es lamentable porque creo que hubiera sido divertido. Obviamente fue una pequeña instantánea de lo que acabaría sucediendo y no tengo un montón de recuerdos cariñosos de eso - fue una tragedia absoluta. [ 2 ]

En 2005, el álbum fue interpretado en vivo en su totalidad como parte de la Partes de All Tomorrow -curated No mires atrás series, así como en San Miguel Primavera Sound en 2007 Otra presentación en vivo del álbum fue lanzado como una historia en vivo de La gula y la lujuria en 2006.

Aunque la lista notas del álbum Lorax como bajista de la banda, que no parece haber jugado en el álbum en absoluto. Dice Osborne: "Este álbum es principalmente sólo yo y Dale Crover . O yo tocaba el bajo o lo hizo en casi todo, independientemente de lo que digan los créditos ... " [ 3 ]
La canción Hooch está considerada como una de las mejores canciones de la década de Pitchfork Media en el libro The Pitchfork 500 : Nuestra Guía de las mejores canciones de Punk hasta el presente.
El arte de la portada presenta una ilustración de un perro de dos cabezas hecho por Frank Kozik.

## Lista de canciones
Todas las canciones pertenecen a Melvins excepto donde lo indica.
| N.º | Título                | Escritor(es)     | Duración |  |
| 1.  | «Hooch»               |                  | 2:51     |  |
| 2.  | «Night Goat»          |                  | 4:41     |  |
| 3.  | «Lizzy»               |                  | 4:43     |  |
| 4.  | «Going Blind»         | Simmons, Coronel | 4:32     |  |
| 5.  | «Honey Bucket»        |                  | 3:01     |  |
| 6.  | «Hag Me»              |                  | 7:06     |  |
| 7.  | «Set Me Straight»     |                  | 2:25     |  |
| 8.  | «Sky Pup»             |                  | 3:50     |  |
| 9.  | «Joan of Arc»         |                  | 3:36     |  |
| 10. | «Teet»                |                  | 2:51     |  |
| 11. | «Copache»             |                  | 2:07     |  |
| 12. | «Pearl Bomb»          |                  | 2:45     |  |
| 13. | «Spread Eagle Beagle» |                  | 10:13    |  |

Algunas copias en vinilo incluyen la canción "Rocket Reducer No. 62 (Rama Lama Fa Fa Fa)" originalmente por MC5 en lugar de "Spread Eagle Beagle". En la versión japonesa editada en CD incluye "Rocket Reducer No. 62 (Rama Lama Fa Fa Fa)" ubicada como track 14 luego de "Spread Eagle Beagle".

## Personal
- The Melvins -  Productor, Mezcla
  - King Buzzo - guitarra, bajo (sin acreditar), voz
  - Lorax - bajo
  - Dale - batería, bajo (sin acreditar), voz
- Billy Anderson -  ingeniero, bajo en tracks 6 y 10, mezclando
- Lobo Kesseler -  Segundo Ingeniero
- GGGarth Richardson - Mezcla
- Joe Márquez -  Segundo Ingeniero
- Kurt Cobain -  Productor tracks 1, 7, 8, 9, 12 y 13, guitarra en track 8,  percusión adicional en tracks 1 y 13
- Jonathan Burnside -  ingeniero
- Lou Oribin -  ingeniero
- Tom Doty -  Segundo Ingeniero
- Barrett Jones -  ingeniero
- Bill Bartell - bajo y Guitarra en track 4
- Al Smith -  percusión adicional en tracks 13, A & R
- Flexible Mike -  percusión adicional en track 13
- Don Lewis - fotografía
- Frank Kozik - Dirección de Arte, Ilustración
- Valerie Wagner - Dirección de Arte, Diseño
- Stephen Marcussen - Mastering

## Curiosidades
- "Houdini" fue publicado el mismo día que Nirvana sacó a la venta In Utero, el esperado sucesor de Nevermind.[2]